# Megachile leucografa
Megachile leucografa är en biart som beskrevs av Heinrich Friese 1908. Megachile leucografa ingår i släktet tapetserarbin, och familjen buksamlarbin. Inga underarter finns listade i Catalogue of Life.